# Olier Mordrel
Olier Mordrel, Olivier Mordrelle (ur. 29 kwietnia 1901 w Paryżu, zm. 25 października 1985 tamże) – bretoński architekt, publicysta, pisarz i działacz nacjonalistyczny, kolaborant w okresie II wojny światowej.

## Życiorys
Większość dzieciństwa spędził w Paryżu. Studiował w École des Beaux-Arts, po czym podjął pracę architekta. Po zakończeniu I wojny światowej zaangażował się w działalność nacjonalistów bretońskich. W 1919 r. został członkiem redakcji pisma „Breiz Atao”. Od 1922 r. przewodniczył Unii Młodzieży Bretońskiej. W 1925 r. wraz z Roparzem Hermonem zaczął wydawać magazyn literacki „Gwalarn”. W tym samym roku uczestniczył w bretońskiej delegacji na pierwszy panceltycki kongres w Dublinie. Następnie został wiceprezydentem Bretońskiej Partii Autonomicznej, odpowiadając za sprawy propagandy. W architekturze zaadaptował styl art déco do tradycyjnych bretońskich tematów, tworząc własny styl architektoniczny nazwany Seiz Breur. W 1932 r. był jednym ze współtwórców nacjonalistycznej i separatystycznej Bretońskiej Partii Narodowej (PNB). W jego poglądach pojawiły się wątki antysemickie i rasistowskie. 11 grudnia 1932 r. w piśmie „Breiz Atao” opublikował artykuł atakujący centralizm rządu francuskiego z tych pozycji. W tym czasie opracował plan założenia organizacji politycznej Strollad Ar Gelted Adsavet, w której programie Bretończycy występowali jako „rasa panów”. W następnych latach zaczął wydawać mocno faszyzujące czasopisma „Stur”, na okładce którego występowała swastyka oraz „Peuples et Frontières”, które miało być głosem prześladowanych mniejszości etnicznych w różnych krajach Europy. 14 grudnia 1938 r. O. Mordrel wraz z François Debeauvais zostali skazani na karę 1 roku więzienia za „atak na jedność narodu”.
W 1939 r. – krótko przed wybuchem II wojny światowej – O. Mordrel wraz F. Debeauvais przybyli poprzez Belgię i Holandię do Berlina. Jeszcze w Amsterdamie wydali manifest do Bretończyków, aby nie wspierali francuskiej armii. W styczniu 1940 r. napisali list (tzw. „Lizer Brezel”) do działaczy PNB, w którym dowodzili, że prawdziwi Bretończycy nie powinni walczyć i umierać za Francję – największego wroga Bretanii. Francuski trybunał wojskowy w Rennes skazał ich zaocznie na karę śmierci za działalność separatystyczną, zdradę stanu, udział w nielegalnej organizacji oraz namawianie do dezercji i zdrady. Na pocz. maja 1940 r. O. Mordrel stanął na czele tzw. Bretonische Regierung (bretońskiego rządu na uchodźstwie). Wraz z F. Debeauvais został przez Niemców uznany za przywódcę narodu bretońskiego. Po ataku wojsk niemieckich i upadku Francji pod koniec czerwca, powrócił 1 lipca wraz z F. Debeauvais do Bretanii. Reaktywował działalność PNB i zaczął wydawać pismo „L'Heure Bretonne”. Po kongresie w Pontivy, na którym utworzono Bretoński Komitet Narodowy, O. Mordrel pod koniec października przejął przywództwo w PNB i rozpoczął prowadzenie kampanii przeciw Francji Vichy. Nie przyniosła ona efektu, gdyż Niemcy poparli marszałka Philippe’a Pétaina, wycofując się jednocześnie z oficjalnej pomocy nacjonalistom bretońskim. W tej sytuacji O. Mordrel pod koniec 1940 r. wystąpił z PNB. W styczniu 1941 r. przybył do Niemiec. Zaczął wykładać języki celtyckie na uniwersytecie w Bonn. Jednakże już w maju powrócił do Francji. Zamieszkał w miejscowości Mayenne, gdzie prowadził spotkania z działaczami bretońskimi, jak Jean Merrien, Rafig Tullou, Jean Trécan, czy René-Yves Creston. Wznowił też wydawanie pisma „Stur”. We wrześniu 1943 r. przeniósł się do Rennes. Powrócił do kierownictwa PNB. Niemcy traktowali go jako alternatywę dla rządów Vichy. Kiedy alianci w sierpniu 1944 r. zajęli Bretanię, O. Mordrel zbiegł do Niemiec. W lutym 1945 r. z ramienia PNB prowadził rozmowy z przywódcą Francuskiej Partii Ludowej Jakiem Doriotem w sprawie przyszłości Bretanii. Uzgodnili, że prowincja powinna uzyskać status taki, jak kantony w Federacji Szwajcarskiej. Po zakończeniu wojny O. Mordrel z pomocą tajnej grupy stworzonej przez J. Doriota przedostał się do Brazylii, stamtąd do Argentyny, zaś ostatecznie zamieszkał we frankistowskiej Hiszpanii. We Francji w czerwcu 1946 r. został zaocznie skazany na karę śmierci. Pomimo tego pod pseudonimem „Brython” przesyłał swoje artykuły do magazynu „Ar Vro”. W 1972 r. powrócił do ojczyzny. Pod pseudonimem „Otto Mohr” pisał artykuły dla pisma „La Bretagne Réelle”. Był też autorem kilku książek. Na pocz. lat 80. związał się ze skrajną prawicą. Współzakładał organizację Kelc'h Maksen Wledig. Działał w Groupement de recherche et d’études sur la civilisation européenne kierowanej przez Alaina de Benoista. Pomimo tego w wyborach prezydenckich w 1981 r. poparł kandydata socjalistów François Mitterranda.
Syn O. Mordrela André Chelain jest prawicowym rewizjonistą historycznym, stojącym na czele Association bretonne de recherche historique i wydającym pismo „L'Autre Histoire”.

## Utwory Oliera Mordrela
- „Pensée d’un nationaliste Breton (Breiz Atao 1921-1927)”, Les Nouvelles Éditions Bretonnes, 1933
- „La Galerie bretonne”
- przekład „The Lay of the Love and Death of Cornet Christopher Rilke” autorstwa Reinera Maria Rilkego – „Kanenn hini Langenau”, Kenwerzel Breiz, Rennes
- wspomnienia „Breiz Atao, histoire et actualité du nationalisme breton”, 1973
- „La voie Bretonne, Nature et Bretagne”, Quimper, 1975
- esej „L’essence de la Bretagne”, Guipavas, Éditions Kelenn, 1977
- „Les hommes-dieux”, Paris, Copernic, 1979
- „L’Idée Bretonne”, Éditions Albatros, 1981
- „Le mythe de l’hexagone”, Picollec, 1981
- „La Bretagne”, Nathan, 1983